# Judo-Europameisterschaften der Männer 1980
Die Judo-Europameisterschaften 1980 der Männer fanden vom 15. bis zum 18. Mai in der österreichischen Hauptstadt Wien statt. Der Italiener Felice Mariani errang seinen dritten Titel in Folge. Neil Adams kam diesmal eine Gewichtsklasse höher und Alexei Tjurin im Schwergewicht zu Titelehren.
| Gewichtsklasse                 | Gold                 | Silber             | Bronze                                 |
| Superleichtgewicht (bis 60 kg) | Felice Mariani       | Josef Reiter       | Reinhard Arndt Thierry Rey             |
| Halbleichtgewicht (bis 65 kg)  | Torsten Reißmann     | Valentin Tarakanov | Imre Gelencser Constantin Niculae      |
| Leichtgewicht (bis 71 kg)      | Nicolae Vlad         | Chris Bowles       | Karl-Heinz Lehmann Evgeny Babanov      |
| Halbmittelgewicht (bis 78 kg)  | Neil Adams           | Harald Heinke      | Bernard Tchoullouyan Mircea Frățică    |
| Mittelgewicht (bis 86 kg)      | Aleksandrs Jackēvičs | Peter Seisenbacher | Detlef Ultsch Peter Donnelly           |
| Halbschwergewicht (bis 95 kg)  | Jean-Luc Rougé       | Dietmar Lorenz     | Robert Van de Walle Ramaz Kharshiladze |
| Schwergewicht (über 95 kg)     | Alexei Tjurin        | Imre Varga         | Peter Adelaar Angelo Parisi            |
| Offene Klasse                  | Robert Van de Walle  | Angelo Parisi      | Sergei Nowikow Vladimir Kocman         |

## Medaillenspiegel
| Rang | Land                            | Gold | Silber | Bronze | Gesamt |
| ---- | ------------------------------- | ---- | ------ | ------ | ------ |
| 1    | Sowjetunion                     | 2    | 1      | 3      | 6      |
| 2    | Deutsche Demokratische Republik | 1    | 2      | 3      | 6      |
| 3    | Frankreich                      | 1    | 1      | 3      | 5      |
| 4    | Vereinigtes Königreich          | 1    | 1      | 1      | 3      |
| 5    | Rumänien                        | 1    | –      | 2      | 3      |
| 6    | Belgien                         | 1    | –      | 1      | 2      |
| 7    | Italien                         | 1    | –      | –      | 1      |
| 8    | Österreich                      | –    | 2      | –      | 2      |
| 9    | Ungarn                          | –    | 1      | 1      | 2      |
| 10   | Niederlande                     | –    | –      | 1      | 1      |
| 10   | Tschechoslowakei                | –    | –      | 1      | 1      |
|      | Total                           | 8    | 8      | 16     | 32     |